# Branimir Šćepanović
Branimir Šćepanović (cyr. Бранимир Шћепановић) (ur. 19 kwietnia 1937 w Podgoricy, zm. 30 listopada 2020) – serbski pisarz; autor zbiorów opowiadań (Śmierć pana Golicy) i powieści (Haniebne lato 1965, Usta pełne ziemi 1974, Odkupienie 1980) o tematyce współczesnej, w których akcja często rozgrywa się w krainie jego młodości – Czarnogórze.